# Coefficient constant
En mathématiques, le coefficient constant d'un polynôme est le coefficient de son monôme de degré 0. Autrement dit, en notant un polynôme sous sa forme développée et ordonnée par puissances croissantes :
{\displaystyle P(X)=a_{0}+a_{1}X+a_{2}X^{2}+\dots +a_{n}X^{n}}
alors son coefficient constant est l'élément {\displaystyle a_{0}}, éventuellement nul.
Ce coefficient correspond à la valeur en 0 de la fonction polynomiale associée. En analyse réelle, il est donc aussi l'ordonnée à l'origine de sa courbe représentative.

## Propriétés
Si les coefficients du polynôme sont pris dans un anneau {\displaystyle A}, le coefficient constant est l'image du polynôme par le morphisme d'évaluation 
{\displaystyle \mathrm {ev} _{0}\colon A[X]\to A}
défini comme l'unique morphisme de {\displaystyle A}-algèbre vérifiant l'égalité :
{\displaystyle \mathrm {ev} _{0}(X)=0\ .}
Par conséquent :
- le coefficient constant d'un produit de polynômes est le produit de leurs coefficients constants ;
- le coefficient constant d'une somme de polynômes est la somme de leurs coefficients constants ;

Ce morphisme se factorise par l'évaluation en zéro de l'ensemble des fonctions polynomiales à coefficients dans {\displaystyle A}. Il en découle que deux polynômes définissant la même fonction ont nécessairement le même coefficient constant.

## Cas particuliers
- Le coefficient constant du polynôme caractéristique d'une matrice est son déterminant (au signe près[2])
- Le coefficient constant et le coefficient dominant d'un polynôme à coefficients entiers permettent de construire un ensemble fini qui contient toutes ses racines rationnelles.